# 척 리델

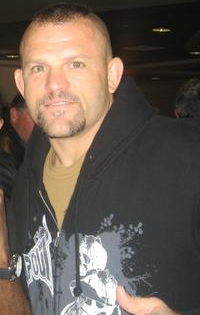
척 리델

척 리델(Chuck Liddell, 1969년 12월 17일 ~ )은 미국의 은퇴한 종합격투기 선수이다.

## 출연 작품
- 악셀러레이션 - 한니발 역